# La Nouvelle rêvée
La Nouvelle rêvée ou selon d'autres traductions Double Rêve (titre original allemand : Traumnovelle) est un récit de l'écrivain autrichien Arthur Schnitzler. 
D'abord publiée en feuilleton à partir de 1925 dans la revue Die Dame, elle paraît dans les Œuvres complètes à Berlin chez S. Fischer en 1926. Elle est adaptée au cinéma en 1999 par Stanley Kubrick sous le titre Eyes Wide Shut.

## Synopsis
L'action de la nouvelle se déroule dans la Vienne du début des années 1920. Le protagoniste principal de l'histoire, Fridolin, est un médecin prospère de 35 ans vivant avec son épouse Albertine (ou Albertina, selon la traduction) et leur petite fille. 
Un soir, après que la veille s'est déroulé un bal somptueux auquel elle et son mari avaient été invités, Albertine lui confesse que l'été précédent, alors qu'ils étaient en vacances au Danemark, elle a eu un fantasme sexuel ayant pour objet un jeune officier militaire danois. Fridolin admet alors que pendant la même période il a été attiré par une jeune femme aperçue sur la plage.
Plus tard cette soirée-là, le médecin est appelé au chevet d'un patient important. Le trouvant mort à son arrivée, il est troublé quand la fille du défunt, Marianne, lui déclare son amour. Agité, Fridolin quitte l'endroit et se met à déambuler par les rues. Il refuse l'offre d'une jeune prostituée appelée Mizzi même s'il est tenté d'accepter. Fridolin rencontre ensuite son vieil ami Nachtigall, qui lui dit qu'il jouera du piano cette nuit lors d'une orgie secrète réunissant des membres de la haute société. Intrigué, il se procure masque et costume pour l'occasion et suit Nachtigall à la fête dans une résidence privée. Fridolin est troublé de voir plusieurs hommes masqués et costumés ainsi que des femmes, également masquées, mais dénudées et s'adonnant à diverses activités sexuelles. Quand une jeune femme lui demande de quitter les lieux, Fridolin ignore son avertissement et se trouve bientôt identifié comme étant un intrus. La jeune femme annonce alors à l'assemblée qu'elle se sacrifiera pour lui afin qu'il soit autorisé à partir.
À son retour, Albertine s'éveille et lui décrit le rêve qu'elle vient d'avoir : tandis qu'elle faisait l'amour avec l'officier danois de son fantasme, elle regardait sans sympathie aucune Fridolin se faire torturer puis crucifier devant ses yeux. Fridolin est indigné, car il croit que cela prouve que sa femme souhaite le trahir, le tromper. Il se décide à poursuivre ses propres tentations sexuelles.
Le lendemain, Fridolin apprend que Nachtigall a été emmené par deux hommes mystérieux. Il se rend ensuite au magasin du costumier pour rendre son costume et découvre alors que le propriétaire prostitue sa fille adolescente. Fridolin retrouve l'endroit où se tenait l'orgie de la veille ; avant même qu'il puisse y entrer, on lui remet une note adressée à son nom qui lui enjoint de laisser tomber cette affaire. Plus tard, il rend visite à Marianne, mais elle ne manifeste plus aucun intérêt pour lui. Fridolin part à la recherche de Mizzi, la prostituée, mais est incapable de la retrouver. Il lit dans un journal qu'une jeune femme vient d'être retrouvée empoisonnée. Soupçonnant qu'il puisse s'agir de la femme qui s'était sacrifiée pour lui lors de l'orgie, il se rend à la morgue pour voir la dépouille mais ne parvient guère à l'identifier.
Fridolin retourne à la maison cette nuit-là et trouve sa femme endormie, son masque de la nuit précédente placé sur l'oreiller de son côté du lit. Quand elle se réveille, Fridolin lui raconte alors tout ce qu'il a fait. Après l'avoir écouté en silence, Albertine le réconforte. Fridolin dit que cela ne se reproduira plus jamais, mais elle lui répond « de ne pas se projeter trop loin dans l'avenir ». L'histoire prend fin et ils accueillent le nouveau jour en compagnie de leur fille.

## Analyse
« Le rêve est à fois la pierre d’angle et le point de fuite de Traumnovelle, un récit dont le titre pose un problème dans sa traduction en français. Le substantif composé allemand inscrit bien au cœur de sa morphologie le rêve et son récit dans une association dont la résonance freudienne est immanquable. En anglais, cette traduction est littérale et Traumnovelle devient Dreamstory. Difficile en effet, à la lecture du titre de la nouvelle, de ne pas songer à Die Traumdeutung (L'Interprétation du rêve), dont la structure morphologique est la même. Le texte de Sigmund Freud fut publié en 1900 mais il serait erroné de voir dans le récit de Schnitzler, publié presque un quart de siècle plus tard, quelque tentative d’illustrer les thèses freudiennes. Le rapport des deux hommes était complexe, teinté d’admiration et de rivalité polie, ainsi que l’attestent leurs correspondances ».
La traduction de Pierre Deshusses pour les éditions Payot sous le titre « Double rêve » tente de restituer justement au texte de Schnitzler sa nature fluctuante, où rêve et fantasme circulent d’un protagoniste à l’autre ; en effet « dans Traumnovelle, le rêve d’Albertine et le « vécu » pulsionnel de Fridolin se répondent et se redoublent, fragment par fragment, comme dans un kaléidoscope. Il est intéressant de noter qu’à l’origine le titre envisagé par Schnitzler était Doppelnovelle, soit « La nouvelle du double ».

## Source
- (en) Cet article est partiellement ou en totalité issu de l’article de Wikipédia en anglais intitulé « Dream Story » (voir la liste des auteurs).